# اللواء 401 مدرع
اللواء 401 أو لواء «آثار الحديد» (بالعبرية: עקבות הברזל، إكفوت ها بارزيل) هو لواء مدرع يتبع الفرقة 162 في الجيش الإسرائيلي. يعمل في اللواء دبابات ميركافا 4 وبدأ يستوعب النسخة الأحدث وهي ميركافا باراك مؤخراً. 

## تاريخه
تأسس اللواء 401 في عام 1966 باعتباره أحد أصغر الألوية في الجيش الإسرائيلي، اتخذ اللواء تشكيله الحالي في 1985. تكون اللواء في البداية من الكتيبتين المدرعتين 46 و195 وكتيبتي المشاة 52 و34، اللتين تحولتا إلى وحدتين مدرعتين.
حُلت الكتيبة 34 وأُعيد تشكيلها في 1988 باعتبارها كتيبة مضادة للدبابات، عُينت فيما بعد باسم «دوخيفات» (بالعبرية: דוכיפת، الهدهد) الكتيبة 94 مشاة ميكانيكية. والتي أُعيدت إلى اللواء في 2002. ثم انتقلت إلى فرقة يهودا والسامرة الإقليمية في 2005.

### حرب الاستنزاف
جاء تشكيل اللواء نتيجة توسيع وتقسيم اللواء 14 مدرع الذي سيطر معه على الخط الدفاعي لقناة السويس الذي يبلغ طوله 160 كم في سيناء. كان اللواء أول من جُهز بدبابات باتون إم60 الأمريكية.

### حرب أكتوبر
تكبد اللواء خسائر فادحة في الأيام الأولى للحرب، إلى جانب اللواء 188 في هضبة الجولان. انتمت الكتيبة 195 «آدم» (אדם) إلى اللواء خلال الحرب.

### من السبعينات حتى الانتفاضة الثانية
أُعيد تشكيل اللواء ونُقل إلى سيناء ليواصل نفس النهج الذي كان عليه قبل الحرب، وأخلى سيناء بموجب اتفاقية كامب ديفيد للسلام مع مصر، وانتقل إلى غور الأردن السفلي. وفي 1981، نُقلت الكتيبة 195 إلى اللواء 500 مدرع. وفي 1982، استقبل اللواء الكتيبة التاسعة.
شارك اللواء في عملية السلام للجليل، كجزء من الفيلق الشرقي عبر سلسلة جبال لبنان. شاركت إحدى كتائب اللواء في معركة السلطان يعقوب، ووصلت إلى طريق بيروت-دمشق السريع.
خلال الثمانينات والتسعينات، تناوب اللواء بين مهام مشاة متنوعة في الضفة الغربية، وخاصة في غور الأردن، مع مهام الدبابات في المنطقة الأمنية في جنوب لبنان.
كان اللواء يخدم في الأراضي التي تحتلها إسرائيل منذ 2000 إبان الانتفاضة الثانية، وقام في الغالب بواجبات المشاة والشرطة. وقد أُعيد تجهيزه بدبابات ميركافا إسرائيلية الصنع لتحل محل دبابات ماجاش.

### حرب لبنان 2006
عندما اندلعت حرب لبنان 2006 في يوليو 2006، كان اللواء 401 من بين الوحدات الأولى التي سافرت شمالاً للقتال. وقاتل معظم اللواء في المنطقة الشرقية، قرب قرى مركبا وبنت جبيل ووادي السلوقي. وخسر اللواء 401 ما مجموعه 12 جندياً في الحرب، منهم أربعة قتلوا بعد أن أصيبت مركبتهم الهندسية المدرعة من طراز بوما، كما أصيب العشرات من جنوده.

### عملية الرصاص المصبوب والجرف الصامد
لعب اللواء دوراً حيوياً خلال عملية الرصاص المصبوب في 2009. دخل اللواء إلى قطاع غزة عبر ممر نتساريم وواصل تقدمه حتى وصل إلى الساحل، مما أدى فعلياً إلى قطع القطاع إلى نصفين. بعد العملية استأنف اللواء تدريباته.
قتلت دبابات ميركافا مارك 4 إم التابعة للواء 401 ما بين 120 إلى 130 من مقاتلي حماس خلال مرحلة القتال البري في عملية الجرف الصامد في 2014.

### الحرب الفلسطينية الإسرائيلية 2023
شاركت الكتيبة 52 من اللواء 401 في معركة زيكيم، وفقاً لمقطع فيديو نشره الجيش الإسرائيلي على وسائل التواصل الاجتماعي. ثم شارك اللواء في الاجتياح البري لقطاع غزة فيما بعد. قُتل قائد اللواء العقيد إحسان دقسة في جباليا، شمال غزة جراء عبوة ناسفة في 20 أكتوبر 2024.

## تشكيل اللواء في 2023
- اللواء 401 مدرع «آثار الحديد»
  - الكتيبة المدرعة التاسعة «إيشت» (ميركافا مارك.4إم)
  - الكتيبة المدرعة 46 «شيلاه» (ميركافا مارك.4إم)
  - الكتيبة المدرعة 52 «ها بوكيم/المخترقون» (ميركافا مارك.4إم)
  - كتيبة المهندسين المدرعة 601 «عساف»
  - الكتيبة اللوجستية «آثار الحديد»
  - سرية الإشارة رقم 298 «إيال»